# Ploceus subaureus
Ploceus subaureus е вид птица от семейство Ploceidae.

## Разпространение
Видът е разпространен в Кения, Малави, Мозамбик, Сомалия, Свазиленд, Танзания и Южна Африка.